# Silia Kapsis
Vasiliki Silia Kapsis (ur. 5 grudnia 2006 w Sydney) – australijska piosenkarka, autorka tekstów, tancerka oraz aktorka pochodzenia grecko-cypryjskiego. Reprezentantka Cypru w 68. Konkursie Piosenki Eurowizji (2024) w Malmö.

## Życiorys
Urodziła się 5 grudnia 2006 w Sydney. Jest córką cypryjskiego piosenkarza Jorgosa Kapsisa oraz greckiej prawniczki i byłej tancerki Despiny Saiwanidis z Salonik. Spędziła tam swoje dzieciństwo, dorastała w środowisku artystycznym i występowała od 4 roku życia. Była wokalistką w Australian Youth Performing Arts Company oraz brała udział w wielu wydarzeniach na całym świecie.
Jej debiutancka piosenka „Who Am I?”, którą napisała i skomponowała w wieku 12 lat, została wydana w 2022 roku. W marcu i maju 2023 roku wydała dwa kolejne single pt. „No Boys Allowed” i „Disco Dancer”.
Silia Kapsis została wybrana do ImmaBeast Dance Company w Los Angeles. Pracowała ze Stephenem „tWitch” Bossem przy programie telewizyjnym The Jennifer Hudson Show i wystąpiła w dokumencie o tańcu wyprodukowanym przez rapera Taboo.
Silia Kapsis zadebiutowała jako główna bohaterka w filmie krótkometrażowym Pearly Gates z 2022 roku, a także pracowała przy różnych projektach telewizyjnych dla australijskiego Nickelodeon, regularnie występując jako prowadząca lokalnej wersji Nick News. Wraz z innymi gospodarzami była nominowana do nagrody Australijsko/Nowo Zelandzkiej Legendy Roku na Nickelodeon Kids' Choice Awards w 2023 roku. 
25 września 2023 roku cypryjski nadawca Radiofonikó Ídrima Kíprou (RIK) ogłosił, że Silia Kapsis będzie reprezentowała kraj w 68. Konkursie Piosenki Eurowizji (2024) w Malmö. 7 maja 2024 wystąpiła w pierwszym półfinale otrzymując awans do finału. 11 maja wystąpiła jako dwudziesta w kolejności startowej i zajęła 15. miejsce zdobywszy łącznie 78 punktów, w tym 34 pkt od jury (16. miejsce) oraz 44 pkt od widzów (12. miejsce). W maju 2025 podała wyniki głosowania australijskiego jury podczas 69. Konkursu Piosenki Eurowizji.

## Dyskografia

### Single
| Rok  | Tytuł             | Album |
| ---- | ----------------- | ----- |
| 2022 | „Who Am I?”       | –     |
| 2023 | „No Boys Allowed” | –     |
| 2023 | „Disco Dancer”    | –     |
| 2023 | „Night Out”       | –     |
| 2024 | „Liar”            | –     |
| 2024 | „Red Flag”        | –     |